# Командующие бронетанковыми и механизированными войсками фронтов в Великой Отечественной войне
Командующие бронетанковыми и механизированными войсками фронтов в Великой Отечественной войне:

## Белорусский фронт
- Генерал-лейтенант танковых войск Орёл Григорий Николаевич (20.10.1943 — 24.02.1944, 2 — 12.04.1944).

## 1-й Белорусский фронт
- Генерал-лейтенант танковых войск Орёл Григорий Николаевич (24.02 — 2.04.1944, 12.04.1944 — 10.06.1945).

## 2-й Белорусский фронт
- Генерал-майор танковых войск Широбоков, Михаил Васильевич (06 — 10.11.1944),
- Генерал-майор танковых войск Юдин, Павел Алексеевич (10.11.1944 — 9.01.1945),
- Генерал-лейтенант танковых войск Чернявский Михаил Львович (9.01 — 10.06.1945).

## 3-й Белорусский фронт
- Генерал-лейтенант танковых войск, с 15 июля 1944 — Генерал-полковник танковых войск Родин Алексей Григорьевич (24.04.1944 — 15.08.1945).

## Брянский фронт
- Полковник Кабанов Ефим Ефремович (28.08 — 10.11.1941, 24.12.1941 — 24.01.1942),
- Полковник, с 13 мая 1942 — Генерал-майор танковых войск Яркин Иван Осипович (02 — 07.1942),
- Полковник, с 14 октября 1942 — Генерал-майор танковых войск Сухоручкин Фёдор Васильевич (08.1942 — 12.03.1943, 28.03 — 10.10.1943).

## Волховский фронт
- Генерал-майор танковых войск Куркин Алексей Васильевич (01 — 12.05.1942),
- Генерал-майор танковых войск Болотников Николай Антонович (9.06.1942 — 26.01.1943),
- Генерал-майор танковых войск Кононов Иван Васильевич (30.01.1943 — 15.02.1944).

## Воронежский фронт
- Генерал-майор танковых войск Яркин Иван Осипович (07 — 10.1942),
- Генерал-майор танковых войск Радкевич Николай Николаевич (10.12.1942 — 7.06.1943),
- Генерал-лейтенант танковых войск Штевнёв Андрей Дмитриевич (7.06 — 20.10.1943).

## Дальневосточный фронт
- Полковник Другов Павел Ильич (21.07 — 26.08.1941),
- Полковник Линев Алексей Алексеевич (4.09.1941 — 01.1942),
- Генерал-майор танковых войск Антонов, Алексей Яковлевич (12.10.1942 — 06.1943),
- Полковник Зябрев Павел Сергеевич (06 — 1.07.1943),
- Подполковник Демехин Михаил Георгиевич (1.07 — 27.11.1943),
- Генерал-майор танковых войск Радкевич Николай Николаевич (15.12.1943 — 5.08.1945).

## 1-й Дальневосточный фронт
- Генерал-лейтенант танковых войск Кононов Иван Васильевич (5.08 — 1.10.1945).

## 2-й Дальневосточный фронт
- Генерал-майор танковых войск Радкевич Николай Николаевич (5.08 — 1.10.1945).

## Донской фронт
- Полковник, с 17 ноября 1942 — Генерал-майор танковых войск Орёл Григорий Николаевич (30.09.1942 — 15.02.1943).

## Забайкальский фронт
- Генерал-майор танковых войск Ананьев, Василий Петрович (15.09.1941 — 11.1944),
- Генерал-полковник танковых войск Куркин Алексей Васильевич (07 — 1.10.1945).

## Закавказский фронт
- Генерал-майор танковых войск Павелкин Михаил Иванович (23.08 — 30.12.1941),
- Полковник, с 4 августа 1942 — Генерал-майор танковых войск Дементьев Александр Иванович (20.05.1942 — 23.08.1945).

## Западный фронт
- Полковник Иванин Иван Емельянович (29.06.1941 — 10.02.1942),
- Генерал-лейтенант танковых войск Мостовенко Дмитрий Карпович (10.1942 — 9.09.1943),
- Генерал-лейтенант танковых войск Родин Алексей Григорьевич (9.09.1943 — 24.04.1944).

## Кавказский фронт
- Генерал-майор танковых войск Павелкин Михаил Иванович (30.12.1941 — 28.01.1942).

## Калининский фронт
- Полковник Ахманов Алексей Осипович (11.1941 — 01.1942),
- Генерал-лейтенант танковых войск Мишулин Василий Александрович (01 — 31.03.1942),
- Полковник Полубояров Павел Павлович (31.03 — 4.08.1942),
- Полковник Артёменко Василий Михайлович (4.08 — 09.1942),
- Генерал-майор танковых войск, с 7 июня 1943 — Генерал-лейтенант танковых войск Ремизов Фёдор Тимофеевич (09.1942 — 20.10.1943).

## Карельский фронт
- Полковник, с 21 июля 1942 — Генерал-майор танковых войск Рабинович Михаил Владимирович (3.10.1941 — 24.01.1943),
- Генерал-майор танковых войск Ермакович Лаврентий Петрович (6.02.1942 — 24.05.1944),
- Генерал-майор танковых войск Кононов Иван Васильевич (24.05 — 15.11.1944).

## Крымский фронт
- Генерал-майор танковых войск Павелкин Михаил Иванович (28.01 — 30.03.1942),
- Генерал-майор танковых войск Вольский Василий Тимофеевич (04 — 19.05.1942).

## Курский фронт
- Генерал-майор танковых войск Сухоручкин Фёдор Васильевич (23 — 27.03.1943).

## Ленинградский фронт
- Полковник Дементьев Александр Иванович (27.08.1941 — 5.01.1942),
- Генерал-майор танковых войск Болотников Николай Антонович (4.03 — 9.06.1942),
- Генерал-майор танковых войск, с 15 декабря 1943 — Генерал-лейтенант танковых войск Баранов Виктор Ильич (9.06.1942 — 04.1945),
- Генерал-майор танковых войск Хасин Абрам Матвеевич (04 — 05.1945),
- Генерал-майор танковых войск Семенченко Кузьма Александрович (05 — 24.07.1945).

## Орловский фронт
- Генерал-майор танковых войск Сухоручкин Фёдор Васильевич (27 — 28.03.1943).

## Прибалтийский фронт
- Генерал-майор танковых войск Сухоручкин Фёдор Васильевич (10 — 20.10.1943).

## 1-й Прибалтийский фронт
- Генерал-лейтенант танковых войск Ремизов Фёдор Тимофеевич (16.10 — 15.12.1943),
- Генерал-лейтенант танковых войск Скорняков Константин Васильевич (15.12.1943 — 24.02.1945).

## 2-й Прибалтийский фронт
- Генерал-майор танковых войск, с 15 декабря 1943 — Генерал-лейтенант танковых войск Сухоручкин Фёдор Васильевич (20.10.1943 — 29.03.1944),
- Генерал-лейтенант танковых войск Чернявский Михаил Львович (29.03 — 30.07.1944),
- Генерал-лейтенант танковых войск Ремизов Фёдор Тимофеевич (30.07.1944 — 31.03.1945).

## 3-й Прибалтийский фронт
- Генерал-майор танковых войск Колосов, Максим Васильевич (21.04 — 16.10.1944).

## Резервный фронт
- Комбриг Подшивалов Владимир Иванович (30.07 — 12.10.1941),
- Генерал-майор танковых войск Сухоручкин Фёдор Васильевич (12 — 23.03.1943).

## Северный фронт
- Полковник Дементьев Александр Иванович (24.06 — 23.08.1941).

## Северо-Западный фронт
- Полковник Полубояров Павел Павлович (22.06 — 31.03.1942),
- Генерал-майор танковых войск Вершинин Борис Георгиевич (31.03 — 9.09.1942, 21.09.1942 — 24.01.1943),
- Подполковник Дурнев, Сергей Алексеевич (9 — 21.09.1942),
- Генерал-майор танковых войск Рабинович Михаил Владимирович (24.01 — 20.11.1943).

## Северо-Кавказский фронт
- Генерал-майор танковых войск Вольский Василий Тимофеевич (20.05 — 3.09.1942),
- Полковник Ярков, Алексей Константинович (24.01 — 1.08.1943),
- Генерал-майор танковых войск Чернобай Семён Панкратьевич (1.08 — 20.11.1943).

## Сталинградский фронт
- Генерал-лейтенант танковых войск Штевнёв Андрей Дмитриевич (12.07 — 30.09.1942),
- Генерал-майор танковых войск Новиков Николай Александрович (30.09. — 31.12.1942).

## Степной фронт
- Генерал-лейтенант танковых войск Куркин Алексей Васильевич (9 — 27.07.1943),
- Генерал-майор танковых войск Фекленко Николай Владимирович (27.07 — 20.10.1943).

## 1-й Украинский фронт
- Генерал-лейтенант танковых войск Штевнёв Андрей Дмитриевич (20.10.1943 — 29.01.1944),
- Генерал-лейтенант танковых войск, с 2 августа 1944 — Генерал-полковник танковых войск Новиков Николай Александрович (2.02.1944 — 10.06.1945).

## 2-й Украинский фронт
- Генерал-майор танковых войск, с 5 ноября 1943 — Генерал-лейтенант танковых войск Фекленко Николай Владимирович (20.10 — 12.1943),
- Генерал-лейтенант танковых войск, с 24 апреля 1944 — Генерал-полковник танковых войск Куркин Алексей Васильевич (12.1943 — 10.06.1945).

## 3-й Украинский фронт
- Генерал-майор танковых войск Ахматов Алексей Осипович (20.10.1943 — 29.03.1944),
- Генерал-лейтенант танковых войск Сухоручкин Федор Васильевич (29.03.1944 — 10.04.1945),
- Генерал-майор танковых войск Павелкин Михаил Иванович (10.04 — 10.06.1945).

## 4-й Украинский фронт
- Генерал-майор танковых войск, с 15 декабря 1943 — Генерал-лейтенант танковых войск Новиков Николай Александрович (20.10.1943 — 2.02.1944),
- Генерал-майор танковых войск Воейков Николай Иванович (2.02 — 2.04.1944),
- Полковник, с 16 мая 1944 — Генерал-майор танковых войск Соловьёв, Василий Тимофеевич (2.04 — 31.05.1944, 5.08 — 21.11.1944),
- Генерал-майор танковых войск Широбоков, Михаил Васильевич (21.11.1944 — 16.04.1945),
- Генерал-лейтенант танковых войск Ремизов Фёдор Тимофеевич (16.04 — 10.06.1945).

## Центральный фронт
- Полковник Кабанов Ефим Ефремович (26.07 — 25.08.1941),
- Генерал-майор танковых войск Орёл Григорий Николаевич (15.02 — 20.10.1943).

## Юго-Восточный фронт
- Полковник Новиков Николай Александрович (7.08 — 28.09.1942).

## Юго-Западный фронт
- Полковник, с 9 ноября 1941 — Генерал-майор танковых войск Тимофеев, Сергей Михайлович (22.06.1941 — 21.01.1942),
- Генерал-лейтенант танковых войск Тамручи Владимир Степанович (21.01 — 22.05.1942),
- Генерал-майор танковых войск Пушкин Ефим Григорьевич (4.06 — 16.08.1942),
- Генерал-майор танковых войск Родин, Георгий Семёнович (10.1942 — 30.01.1943),
- Генерал-майор танковых войск Чернобай Семён Панкратьевич (30.01 — 24.06.1943),
- Генерал-лейтенант танковых войск Волох Пётр Васильевич (24.06 — 25.08.1943),
- Полковник, с 10 сентября 1943 — Генерал-майор танковых войск Ахманов Алексей Осипович (25.08 — 20.10.1943).

## Южный фронт
- Генерал-майор танковых войск, с 11 февраля 1942 — Генерал-лейтенант танковых войск Штевнёв Андрей Дмитриевич (25.06.1941 — 28.07.1942),
- Генерал-майор танковых войск Новиков Николай Александрович (1.01 — 20.10.1943).